# Mălușteni
Mălușteni è un comune della Romania di 2 907 abitanti, ubicato nel distretto di Vaslui, nella regione storica della Moldavia. 
Il comune è formato dall'unione di 6 villaggi: Ghireasca, Lupești, Mălușteni, Mânăstirea, Mânzătești, Țuțcani.